# Chủ nghĩa vô trị tập thể
Chủ nghĩa vô trị tập thể hay còn gọi là Chủ nghĩa vô chính phủ tập thể (tiếng Anh: Collectivist anarchism, anarchist collectivism hay anarcho-collectivism) là một học thuyết chủ nghĩa xã hội cách mạng và trường phái tư tưởng vô chính phủ chủ trương xóa bỏ sở hữu nhà nước và sở hữu tư nhân đối với phương tiện sản xuất vì nó vẽ ra hình dung rằng, thay vào đó, phương tiện sản xuất thuộc sở hữu tập thể, do người sản xuất và người lao động tự kiểm soát và tự quản lý. Chủ nghĩa vô chính phủ tập thể được coi là sự pha trộn giữa chủ nghĩa cá nhân và chủ nghĩa tập thể.